# История Стамбула
Исто́рия Стамбу́ла — историческое развитие города Стамбул, который был заселён ещё в доисторические времена.

## Доисторический период
Люди жили на территории современного Стамбула с неолита. Самые ранние поселения датируются 6 700 годом до н. э. Они были обнаружены в 2008 году в европейской части Стамбула во время строительства Стамбульского метрополитена и Мармарая. В то время как Кадыкёй был выстроен финикийцами.

## Византий
Виза́нтий (греч. Βυζάντιον, лат. Byzantium) — древнегреческий город в месте соединения Мраморного моря, Босфора и Золотого Рога, предшественник турецкого Стамбула. Основан дорийскими колонистами из Мегары в VII веке до н. э.. Вошёл в состав Римской империи во II веке до н. э. В 330 году по решению Константина Великого стал столицей империи под названием Новый Рим, затем Константинополь.

## Византийский Константинополь

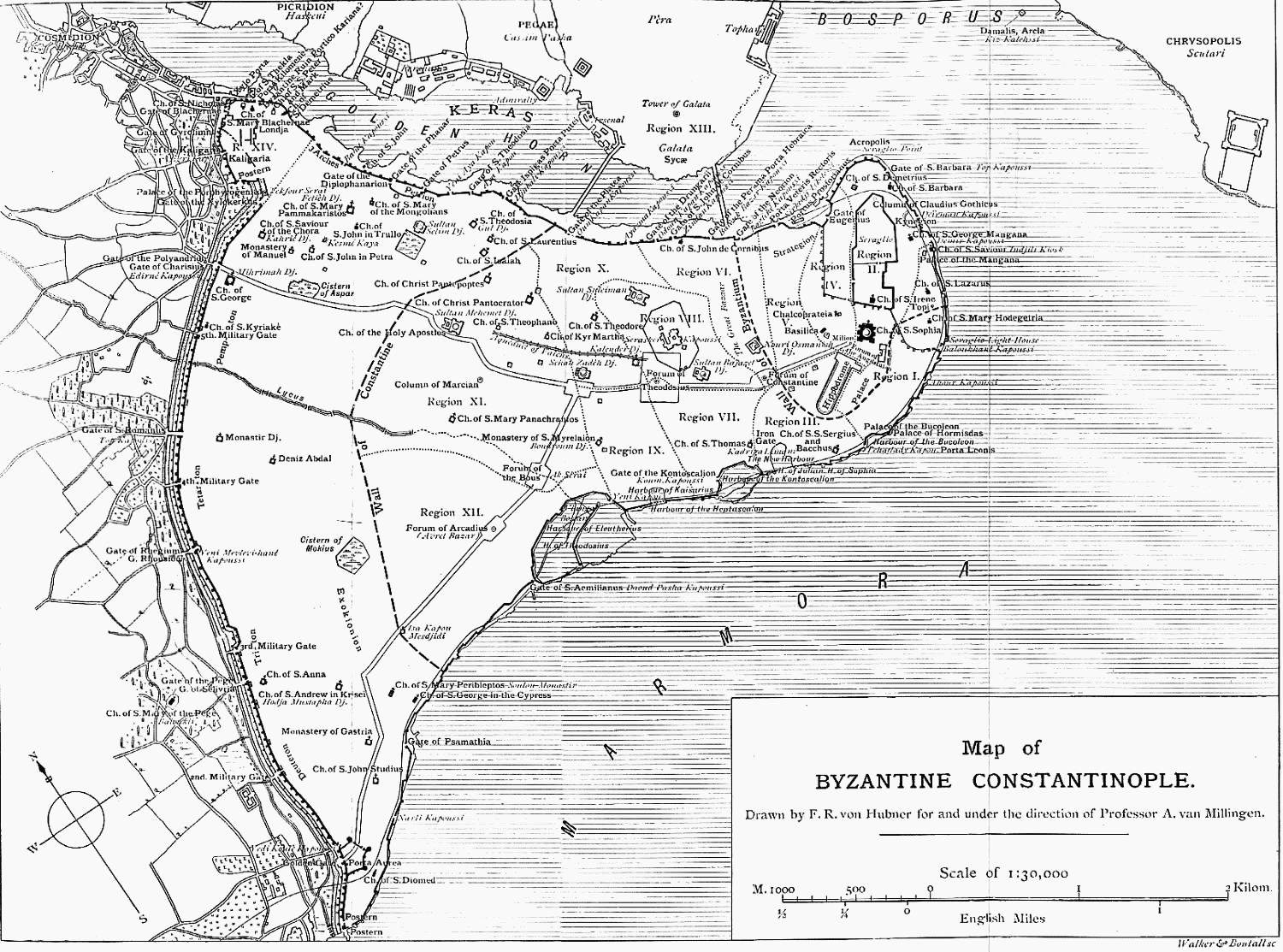
Константинополь в византийскую эпоху

Константино́поль (греч. Κωνσταντινούπολις, Констандину́полис, или ἡ Πόλις — «Город»), осман. قسطنطينيه‎ [kostantîniyye], тур. Konstantinopolis, лат. Constantinopolis)— название Стамбула до 1930 года, неофициальное название (офиц. Новый Рим) столицы Римской империи (330—395), Византийской, или Восточно-Римской империи (395—1204 и 1261—1453), Латинской империи (1204—1261) и Османской империи (1453—1922).
Византийский Константинополь, находящийся на стратегическом мосту между Золотым Рогом и Мраморным морем, на границе Европы и Азии, был столицей христианской империи — наследницы Древнего Рима и Древней Греции. На протяжении Средних веков Константинополь был самым большим и самым богатым городом Европы. Стамбул является престолом Константинопольского патриархата, которому оказывается «первенство чести» среди православных церквей.
В 1204 году Константинополь был разграблен крестоносцами, которые установили в нём до 1261 года Латинскую империю. Восстановившаяся Византия под властью династии Палеологов просуществовала до 1453 года, когда город был взят турками.

## Столица Османской империи
Султан Мехмед II провозгласил город столицей Османской империи. При Мехмеде был построен средневековый дворец Топкапы, он же Сераль, на долгие годы ставший резиденцией османских султанов.
Во времена правления Сулеймана Великолепного в 1520—1566 годах для Стамбула наступает «золотой век». Османская империя существенно расширилась, в Стамбуле строятся новые мечети, медресе и здания. Особое место занимает строительство Мечети Сулеймание, которая для Стамбула стала таким же символом, как Святая София для византийского Константинополя. Также были построены другие памятники архитектуры — бани Роксоланы, парки, возведены новые городские стены
Наибольшего могущества и расцвета Стамбул достиг при султане Ахмете I. Были построены новые мечети, среди которых крупнейшая мечеть мира — Голубая мечеть. При Ахмете и ранее активно использовалась практика ссылки пленённого населения в Стамбул. Часть населения продавалась на невольничьих рынках, другая часть активно пополняла население города. С середины XVII столетия Стамбул постепенно приходит в упадок из-за ослабления как политического, так и финансового положения Османской империи. Лишь в XIX веке его развитию снова начали уделять внимание. Была построена новая резиденция османских султанов — дворец Долмабахче, построенный в европейском стиле и в духе времени, построен также дворец Йылдыз, стамбульский ипподром.

## Современный Стамбул
С 13 ноября 1918 по 23 сентября 1923 город был занят войсками Антанты и был местом белогвардейской эмиграции.
В октябре 1923 года, после победы турецкого национального движения во главе с Кемалем Ататюрком и установлением Турецкой республики, столичные функции Стамбула переходят в Анкару. Однако сам город сохранил за собой право называться торгово-промышленным, коммерческим, культурным, а позднее и туристическим центром страны.
Активное развитие Стамбула вновь началось в конце XX столетия. Несмотря на череду кризисов в Турции, в городе активно строится метрополитен, лёгкое метро, фуникулёр, современные мосты, реконструируются аэропорты. Быстро растёт население города, на сегодняшний день Стамбул по праву остаётся туристической и торговой Меккой Турции, привлекающей миллионы туристов ежегодно в Турцию. Только один аэропорт Ататюрка принимает более 40 млн пассажиров в год.